# 毕节站
毕节站，位于中华人民共和国贵州省毕节市七星关区梨树镇梨树村，是成贵客运专线、隆黄铁路上的火车站，成都局集团贵阳车务段管辖。

## 車站周邊
- 七星关区梨树中学

## 歷史
- 2019年12月16日通车启用。

## 外部連結
- 中国铁路客户服务中心 （页面存档备份，存于）